# Salicilato di sodio
Il salicilato di sodio è il sale di sodio dell'acido salicilico. A temperatura ambiente si presenta come un solido cristallino bianco inodore. Può essere preparato dal fenolato di sodio e anidride carbonica a temperature e pressioni elevate. Storicamente, è stato sintetizzato per idrolisi del metil salicilato (estratto dalla Gaultheria procumbens o dalla corteccia della Betulla Lenta) con un eccesso di idrossido di sodio a caldo.
Viene utilizzato in pirotecnica per composizioni del tipo "Whistle mix", cioè "miscele che fischiano", che contengono (in peso) il 70% di perclorato di potassio e il 30% di salicilato di sodio (oppure benzoato di sodio) e bruciano molto rapidamente.

## Usi
In medicina è utilizzato come analgesico e antipiretico, dal momento che agisce come un FANS, e induce apoptosi e necrosi nelle cellule neoplastiche. È anche un potenziale sostituto dell'aspirina per le persone sensibili al farmaco. Può essere usato come il fosforo per il rilevamento di radiazioni ultraviolette.
Il salicilato di sodio appartiene alla famiglia dei salicilati ed è noto per scatenare la sindrome di Reye nei bambini e negli adulti, di solito in seguito a un'infezione virale come l'influenza o la varicella.